# نوريكو أويدا
نوريكو أويدا (باليابانية: 植田典子) هي ملحنة يابانية، ولدت في 14 مارس 1972.

## وصلات خارجية
- الموقع الرسمي